# Großes ß

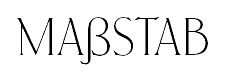
Ehmcke-Antiqua mit großem Eszett, 1909

Das große ẞ (auch: großes scharfes S, versales ß, großes SZ, großes Eszett, ß-Majuskel) ist die Großbuchstabenform zum Kleinbuchstaben ß (Eszett). Der Buchstabe findet Verwendung in der Versalschrift, zum Beispiel im Wort STRAẞE, als Schreibvariante zur Ersetzung des ß durch SS (STRASSE).
Über seine Aufnahme in das deutsche Alphabet wurde seit Ende des 19. Jahrhunderts diskutiert. Anfang 2008 wurde das große Eszett als neues Zeichen in den internationalen Standard Unicode für Computerzeichensätze aufgenommen, am 24. Juni 2008 trat die entsprechende Ergänzung der Norm ISO/IEC 10646 in Kraft. Seit dem 29. Juni 2017 ist das große Eszett (ẞ) Bestandteil der amtlichen deutschen Rechtschreibung.

## Problemstellung

Kleinschrift mit ß, Ersetzung durch ss (in der Schweiz und Liechtenstein oder wenn kein ß vorhanden ist), Kapitälchen mit SS, Kapitälchen mit kleinem ß, Kapitälchen mit großem ß

Das Eszett kommt in keiner historischen oder gegenwärtigen Rechtschreibung des Standarddeutschen am Wortanfang vor. Deshalb stellt sich die Frage nach seiner großgeschriebenen Form nur, wenn ganze Wörter in Versalien geschrieben werden oder in Kapitälchen. Bis Anfang des 20. Jahrhunderts wurde die deutsche Sprache hauptsächlich in gebrochenen Schriften geschrieben und gesetzt, in denen zur Schriftauszeichnung aus praktischen und ästhetischen Gründen nur selten Versalien verwendet wurden; üblicher war der Sperrsatz. Deshalb entstand eine größere Nachfrage nach einem großen Eszett erst Anfang des 20. Jahrhunderts, als die deutsche Sprache vermehrt in Antiqua gesetzt wurde. Seither wird die versale Schriftauszeichnung auch im Deutschen häufig in Überschriften, auf Plakaten, Schildern, Grabmälern, Urkunden und ähnlichen Einsatzorten verwendet.
Dennoch existierte lange Zeit kein offizieller Großbuchstabe zum Eszett. Die Rechtschreibregeln schrieben vor, das Eszett im Versalsatz entweder als Kleinbuchstaben zu erhalten (erforderlich z. B. bei Dokumenten) oder durch das Buchstabenpaar „SS“ zu ersetzen (Genaueres siehe unten). Am 29. Juni 2017 wurde das Eszett als Versal-Variante (ẞ) der Rechtschreibung hinzugefügt, sodass es heute offiziell verwendet werden darf, wobei „SS“ der Regelfall blieb. Dieses Verhältnis wurde 2024 umgedreht: „ẞ“ ist nun der Regelfall, „SS“ die Ausnahme.

## Großbuchstabe Eszett

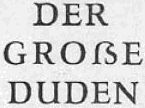
Großes Eszett auf dem Titelblatt des Duden, Leipzig 1957.

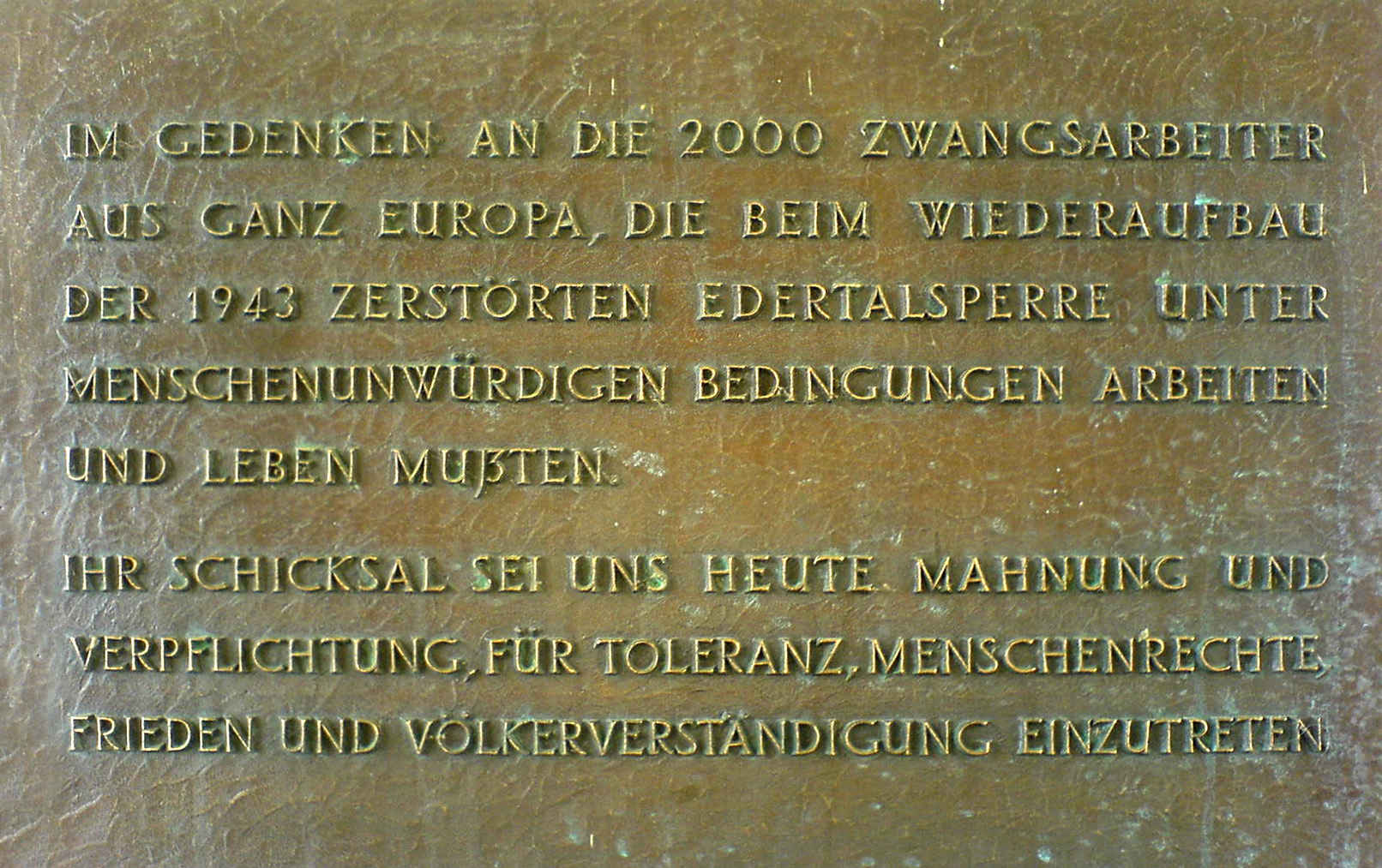
Großes Eszett in dem Wort „MUẞTEN“ an der Gedenktafel der Edertalsperre

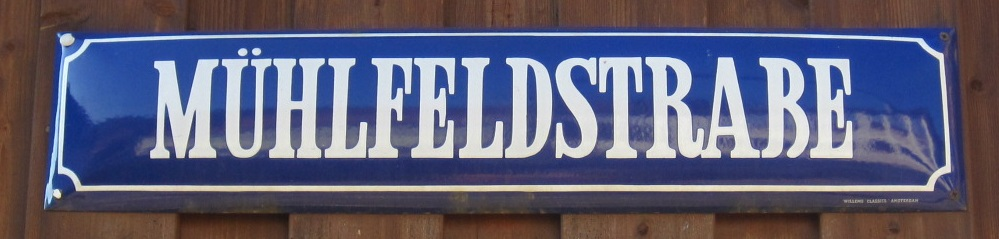
Großes Eszett auf einem Straßenschild in Heiligkreuzsteinach

Die ersten Vorschläge, für das Eszett im Antiquasatz eine Majuskelform einzuführen, erschienen 1879 in der Fachzeitschrift Journal für Buchdruckerkunst.
Im Duden von 1925 wurde der Bedarf an einer Normierung eines großen Eszett formuliert:

„Die Verwendung zweier Buchstaben für einen Laut ist nur ein Notbehelf, der aufhören muss, sobald ein geeigneter Druckbuchstabe für das große ß geschaffen ist.“

Die Titel der DDR-Duden von 1957 und 1960 (15. Aufl.) zeigten ein großes Eszett, allerdings galt für die Rechtschreibung weiterhin obige Regel.
In der 16. Auflage von 1969 wurde auch noch die Entwicklung eines großen Eszett in Aussicht gestellt:

„Das Schriftzeichen ß fehlt leider noch als Großbuchstabe. Bemühungen, es zu schaffen, sind im Gange. Es wird jetzt noch ersetzt durch SS oder, falls Mißverständnisse möglich sind, durch SZ.“

In der 25. Auflage von 1984 fehlte dann solch ein Hinweis, auch die Wörter „leider noch“ im ersten Satz bzw. „jetzt noch“ im zweiten wurden gestrichen:

„Das Schriftzeichen ß fehlt als Großbuchstabe. Es wird ersetzt durch SS oder, falls Mißverständnisse möglich sind, durch SZ.“

Bei der deutschen Rechtschreibung von 2006 ist die Ersetzung von „SZ“ entfallen:

„Bei Schreibung mit Großbuchstaben schreibt man SS.“

Die Geschäftsführerin des Rates für deutsche Rechtschreibung Kerstin Güthert begründete am 21. Dezember 2005 die Haltung des Rates zum großen Eszett mit den Worten: „Es ist […] eine Frage, die schon seit Jahrzehnten unbeantwortet ist und es wohl auf geraume Zeit dabei bleiben wird. Der Grund liegt darin, dass es dem Rat für deutsche Rechtschreibung nicht zusteht, Schriftzeichen zu erfinden. Seine Aufgabe ist es, die Schreibung zu beobachten und darauf zu achten, dass Regeln und Schreibgebrauch sich im Einklang befinden. Es bedarf also einer Initiative aus der Schreibgemeinschaft (z. B. vonseiten der Typografen), um hier auf der Basis eines gesellschaftlichen Konsens Abhilfe zu schaffen.“

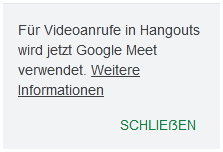
Großes Eszett in einer Webanwendung

In seinem Fünf-Jahres-Bericht vom 8. Dezember 2016 schlug der Rechtschreibrat vor, das Versal-ß in sein offizielles Regelwerk aufzunehmen. Bei der Wiedergabe des Eszett in Versalschreibung soll neben der Wiedergabe mit SS dann die Wiedergabe mit ẞ möglich sein (STRASSE und STRAẞE). Am 29. Juni 2017 gab der Rat für Rechtschreibung in einer Pressemitteilung bekannt, die 2016 vorgeschlagenen Änderungen des Regelwerkes, einschließlich der Aufnahme in die Rechtschreibung, sind „von den zuständigen staatlichen Stellen in Deutschland, Österreich, der Schweiz, dem Fürstentum Liechtenstein, der Autonomen Provinz Bozen-Südtirol und der Deutschsprachigen Gemeinschaft Belgiens bestätigt und damit wirksam geworden“. Somit existiert seit diesem Zeitpunkt jeder deutsche Buchstabe offiziell als Klein- und Großbuchstabe. Nach der Rechtschreibung 2017 (§ 25 Ergänzung 3) war im Versalsatz neben „SS“ auch „ẞ“ (als Variante) erlaubt:

„Bei Schreibung von Großbuchstaben schreibt man SS. Daneben ist auch die Verwendung des Großbuchstabens ẞ möglich. Beispiel: Straße – STRASSE – STRAẞE.“

Gemäß der 2020 erschienenen Fassung der DIN 5008 Schreib- und Gestaltungsregeln für die Text- und Informationsverarbeitung gilt jetzt: „Bei der Verwendung von Großbuchstaben ist das große ẞ der Auflösung in SS bzw. SZ vorzuziehen“.

## Versalien ohne großes Eszett

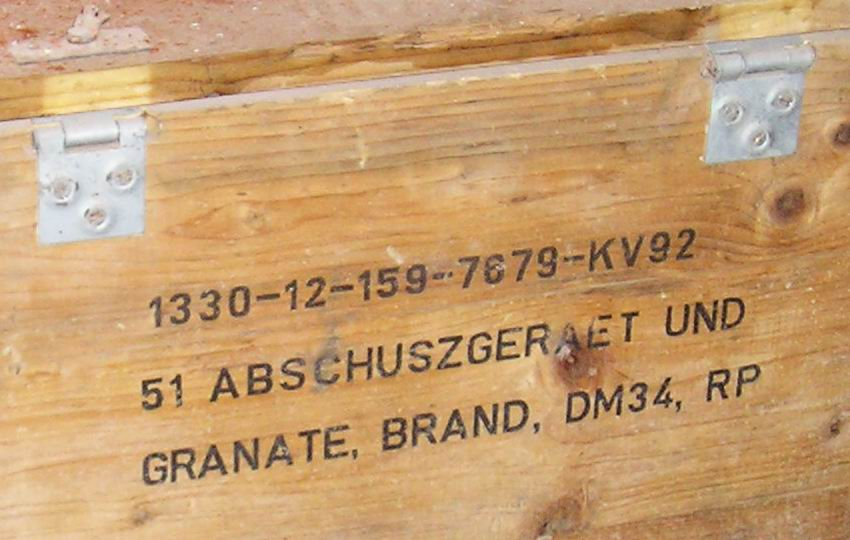
SZ als Schreibweise für ß bei Versalschrift, hier auf einer Munitionskiste der Bundeswehr

Die Ersetzungsregeln für Versalien änderten sich seit dem 20. Jahrhundert. Die deutsche Rechtschreibung von 1901 ersetzte das Eszett durch „S“ und „Z“. Danach wurde „Preußen“ dann zu „PREUSZEN“ versaliert. Im Laufe des 20. Jahrhunderts bürgerte sich aber immer mehr die Ersetzung durch „SS“ ein. Die Entwicklung der Rechtschreibregeln im westdeutschen Duden spiegelt die Koexistenz der beiden Formen wider. Kurz vor der Rechtschreibreform von 1996 war die Schreibweise „SZ“ nur noch in Ausnahmefällen möglich, wenn eine Ersetzung durch „SS“ zu Verwechslungen führen würde. So wurde „Masse“ zu „MASSE“, aber „Maße“ zu „MASZE“. Die DDR-Ausgaben des Duden von 1969 und 1984 gaben nur noch bei Missverständnissen solch eine Unterscheidung vor und empfahlen ansonsten „SS“: „STRASSE, ROCKSCHÖSSE; IN MASSEN GENOSSEN, hier besser: IN MASZEN GENOSSEN“.
Die deutsche Rechtschreibung von 1996 schrieb die einheitliche versalierte Ersetzung von Eszett durch den Doppelbuchstaben „SS“ vor, entsprechend dem inzwischen tradierten Gebrauch. Die Unterscheidung etwa zwischen „Masse“ und „Maße“ war damit in Versalien nicht mehr möglich.
Die für Schulen und Behörden geltenden Regeln zur deutschen Rechtschreibung von 2006 kennen keinen Großbuchstaben zum Eszett: „Jeder Buchstabe existiert als Kleinbuchstabe und als Großbuchstabe (Ausnahme ß).“ Im Versalsatz empfehlen die Regeln, das „ß“ durch „SS“ zu ersetzen: „Bei Schreibung mit Großbuchstaben schreibt man SS, zum Beispiel: Straße – STRASSE.“
Der Ständige Ausschuss für geographische Namen hat allerdings 2010 entschieden, die amtliche Verwendung des großen Eszett vorzuschreiben, sieht aber für die Zwischenzeit bis zur weiteren Verbreitung des Buchstabens in Schriftsätzen weiterhin das Ersetzen mit „SS, ss“ vor.
Aus typografischer Sicht wird beim Mischsatz die Unausgewogenheit des Schriftbildes kritisiert, da sich die Formen der Groß- und Kleinbuchstaben der verwendeten Schrift in der Regel in Breite, Höhe und Strichdicke unterscheiden.

### Familiennamen mit HS, SS, SZ und ẞ

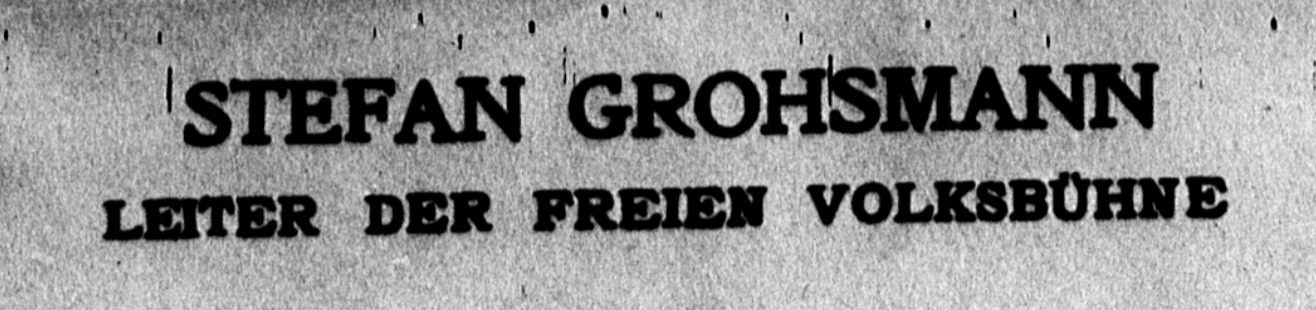
Briefkopf von Stefan Großmann, 1911

Die Ersetzung des Eszett durch andere Großbuchstaben führt insbesondere bei Eigennamen zu Mehrdeutigkeiten. Der Name „WEISS“ könnte für „Weiß“ oder „Weiss“ stehen, der Name „LISZT“ für „Lißt“ oder „Liszt“. Stefan Großmann verwendete 1911 für seinen Briefkopf die Schreibweise „GROHSMANN“. Wegen der verschiedenen Zugänge bildete sich als weitere Möglichkeit der Mischsatz heraus. Das Eszett wird nicht ersetzt. Der Name „Weiß“ wird im versalen Mischsatz zu „WEIß“. Diese Schreibweise wird seit den 1980er Jahren im nicht maschinenlesbaren Teil der deutschen Reisepässe und Personalausweise angewendet, wenn der Name in Versalien gesetzt wird, aber andererseits eine korrekte Wiedergabe der „Originalschreibweise“ wichtig erscheint. Im maschinenlesbaren Abschnitt wird dagegen das ß durch SS ersetzt. Im maschinenlesbaren Abschnitt des aktuellen deutschen Personalausweises wird (Stand 2022) das große ẞ bereits verwendet.
Die beiden verschiedenen Schreibweisen desselben Namens können besonders im Ausland zu Problemen führen. Österreichische Ausweisdokumente können (müssen aber nicht) eine Erklärung der deutschen Sonderzeichen (auf Deutsch, Englisch und Französisch, z. B. „ß“ entspricht / is equal to / correspond à „ss“) enthalten. Die Deutsche Post AG empfiehlt, beim Ausfüllen von Formularen in Großbuchstaben das Eszett beizubehalten. Dies erlaubte der Duden schon vor der Einführung des großen ẞ.
Das deutsche Namensrecht (Nr. 38 NamÄndVwV) erkennt Sonderzeichen im Familiennamen als Grund für eine Namensänderung an (auch eine bloße Änderung der Schreibweise, z. B. von Weiß zu Weiss, gilt als solche).
Am 1. Oktober 1980 stellte das Bundesverwaltungsgericht noch einmal fest, dass die technisch bedingte fehlerhafte Wiedergabe von Sonderzeichen auf elektronischen Systemen ein wichtiger Grund für die Änderung des Familiennamens sein kann (der Kläger wollte die Schreibweise seines Namens von Götz in Goetz ändern, war aber damit zunächst beim Standesamt gescheitert; Aktenzeichen: 7 C 21/78).

## Gestaltung des neuen Buchstabens

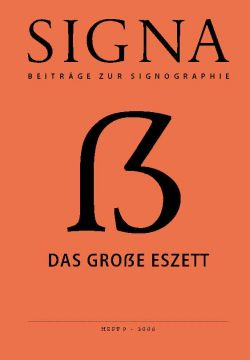
Großes Eszett auf dem Titelblatt des Heftes Signa Nr. 9; die sogenannte Dresdner Form

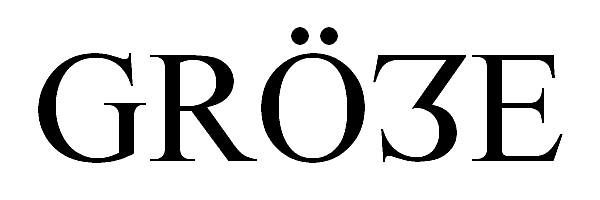
Eine von zahlreichen anderen immer wieder diskutierten Formen, die sich an den Formen von S und Z orientieren

Ein höherer ästhetischer Anspruch als bei Dokumenten besteht im typografischen Textsatz, wie bei Firmierungen, Plakaten und bei Inschriften; der korrekte Name soll in diesem Fall unbedingt erhalten bleiben. Entsprechende Entwürfe gibt es seit Ende des 19. Jahrhunderts. In den 1920er und 1930er Jahren schufen einige namhafte Schriftgestalter wie Fritz Helmuth Ehmcke, Georg Belwe, Jakob Erbar oder Friedrich Hermann Ernst Schneidler in ihren Schriftarten ein versales Eszett.
Es ist viel diskutiert worden (und wird zum Teil immer noch), wie dieser neue Buchstabe geformt sein soll. Es gibt vor allem folgende Ansätze:
- Großes Eszett an das kleine Eszett anlehnen, die Zeichenproportionen an die anderen Großbuchstaben anpassen;
- Großes Eszett als Ligatur aus den Großbuchstaben SS oder SZ bilden;
- Großes Eszett als gänzlich neue Form, in Anlehnung an S und Z;
- Großes Eszett als ein S mit diakritischem Zeichen (analog zu etwa Ç od. Á).

Die Schwierigkeit besteht dabei in der Vereinigung unterschiedlicher Anforderungen, die an den Buchstaben gestellt werden und die als teilweise widersprüchlich wahrgenommen werden:
- Die Form soll vom „normalen Schriftnutzer“ ohne Spezialwissen auf Anhieb als Eszett verstanden werden.
- Die Form soll sich harmonisch in das lateinische Versalalphabet einfügen.
- Die Form soll sowohl vom gemeinen ß als auch vom großen B hinreichend unterscheidbar sein.

## Computersatz

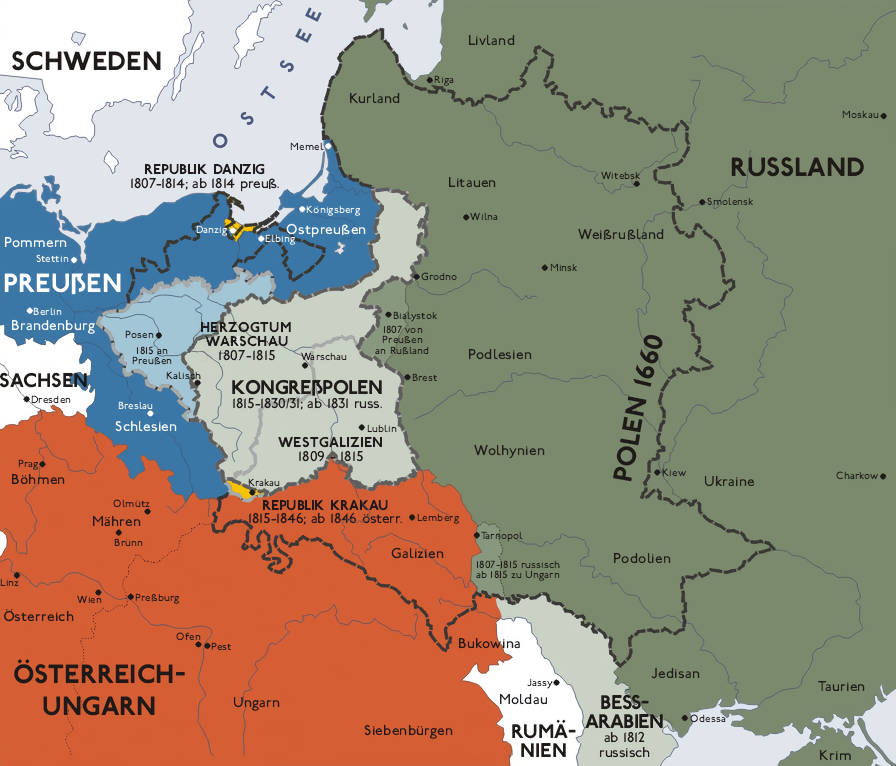
Karte von Kongresspolen mit Eszett in Kongreßpolen und Preußen

Für den Computersatz gibt es mittlerweile eine gewisse Auswahl an Schriften mit großem Eszett. Haupthindernis für die praktische Nutzung war lange Zeit, dass jeder Hersteller das Zeichen anders kodiert hat. Seit April 2008 ist das Zeichen ẞ in den Unicode-Standard aufgenommen. Windows 7 liefert einige Systemschriften (siehe unten) mit Unterstützung für ẞ mit.

### Unicode
Im Jahr 2004 beantragte der Typograf Andreas Stötzner, Herausgeber der Zeitschrift SIGNA, beim Unicode-Konsortium die Aufnahme eines Latin Capital Letter Double S in Unicode. Der Antrag wurde aus technischen Gründen verworfen, und weil die Existenz dieses Buchstabens nicht ausreichend bewiesen war.
Ein zweiter Antrag auf eine Aufnahme des großen Eszetts als „Latin Capital Letter Sharp S“ wurde 2007 vom zuständigen DIN-Komitee gestellt. Im Rahmen der 50. Sitzung der zuständigen ISO/IEC-Working-Group von 23. bis 27. April 2007 in der Deutschen Nationalbibliothek Frankfurt wurde dem großen Eszett die Nummer U+1E9E im Unicodeblock „Lateinisch, weiterer Zusatz“ zugewiesen.
Durch die Vergabe solcher Nummern (Codepoints) schafft Unicode einen allgemeinen Standard für die Datenverarbeitung.
Eine Entscheidung, wie die Form des jeweiligen Zeichens (Glyphe) auszusehen hat, ist damit nicht verbunden. Das Unicode-Konsortium hat Übersichtstafeln zur Ansicht bereitgestellt.
Am 4. April 2008 wurde das große Eszett im Unicode-Standard Version 5.1 veröffentlicht. Der Standard-Algorithmus zur Umwandlung in Großbuchstaben wandelt aber weiterhin das kleine „ß“ in „SS“ um.
| Zeichen | Unicode Position | Unicode Bezeichnung          | Bezeichnung                           | HTML dezimal |
| ------- | ---------------- | ---------------------------- | ------------------------------------- | ------------ |
| ẞ       | U+1E9E           | LATIN CAPITAL LETTER SHARP S | Lateinischer Großbuchstabe scharfes S | &#7838;      |

Parallel dazu erarbeitet die Medieval Unicode Font Initiative Zeichenbelegungen für Mittelalterforscher. In diesem Standard wird ab der Version 3.0 aus dem Jahre 2009 für das große Eszett der oben angegebene Unicode-Codepoint U+1E9E empfohlen; in der vorhergehenden Version 2.0 aus dem Jahre 2006 wurde hingegen noch der Codepoint U+E3E4 aus der Private Use Area empfohlen, da es zu diesem Zeitpunkt noch nicht im Unicode enthalten war.

### Tastatureingabe (Deutschland und Österreich)
Voraussetzung für die Darstellung des großen Eszett auf Computern und anderen elektronischen Geräten ist stets, dass die Schriftart auch das Zeichen „ẞ“ enthält, beispielsweise Liberation.

#### Tastaturbelegung T1
Die in Deutschland und Österreich derzeit am weitesten verbreitete Tastaturbelegung T1 enthält das große Eszett nicht. Das Gleiche gilt auch für die in der Schweiz übliche Tastaturbelegung. Die Eingabe von ⇧+ß auf T1-Tastaturen erzeugt ein Fragezeichen. Dennoch gibt es Möglichkeiten, das große Eszett einzugeben.
In Textverarbeitungsprogrammen unter Windows wie LibreOffice oder Microsoft Word kann das große Eszett eingegeben werden. Dazu wird 1e9e (der oben genannte Unicode-Codewert) eingetippt und folgend die Tastenkombination Alt+c gedrückt. SoftMaker TextMaker ab Version 2016 verwendet nach dem Unicode-Codepoint (1e9e oder 1E9E) abweichend die Tastenkombination Alt+Strg+Umschalt+x. Ab Windows 8 ermöglicht die Tastenkombination ⇧+Alt Gr+ß die Eingabe des großen Eszett. In einigen Programmen wie Microsoft Word, Wordpad oder TextMaker ist außerdem auch die Eingabe des großen Eszett mit Alt+7838 (dezimaler Wert für hexadezimal 1e9e) im Ziffernblock möglich.
Mit allen aktuellen Mobil- und Desktopgeräten von Apple kann das große Eszett über die Akzentzeichen-Funktion angesprochen werden. Dazu wird die physische oder virtuelle S-Taste gehalten und das ẞ dann als eine der erscheinenden Optionen ausgewählt. Für die Eingabe unter macOS und älteren Versionen von Windows sind ansonsten auch spezielle Tastaturtreiber erhältlich. Zudem kann der Buchstabe wie alle anderen Unicode-Zeichen unter macOS über die Zeichenübersicht eingefügt werden.
Bei neueren Versionen der deutschen Standardtastenbelegung von X11, die von den meisten Linux-Distributionen und anderen unixoiden Systemen genutzt wird, ist die Feststelltaste (⇩) zu aktivieren und danach wird auf die ß-Taste gedrückt. Bei älteren Versionen oder mit einer deaktivierten Feststelltaste muss ⇧+Alt Gr+S betätigt werden. In manchen Linux-Distributionen kann das große Eszett durch Drücken der Compose-Taste, gefolgt von ⇧+SS, eingegeben werden. In manchen Linux-Distributionen gibt es eine weitere Möglichkeit, zum Beispiel Ubuntu: Präfix für Unicode-Codepoint-Eingabe mittels ⇧+Strg+U, gefolgt von 1E9E und der Eingabetaste (↵).

#### Tastaturbelegung E1

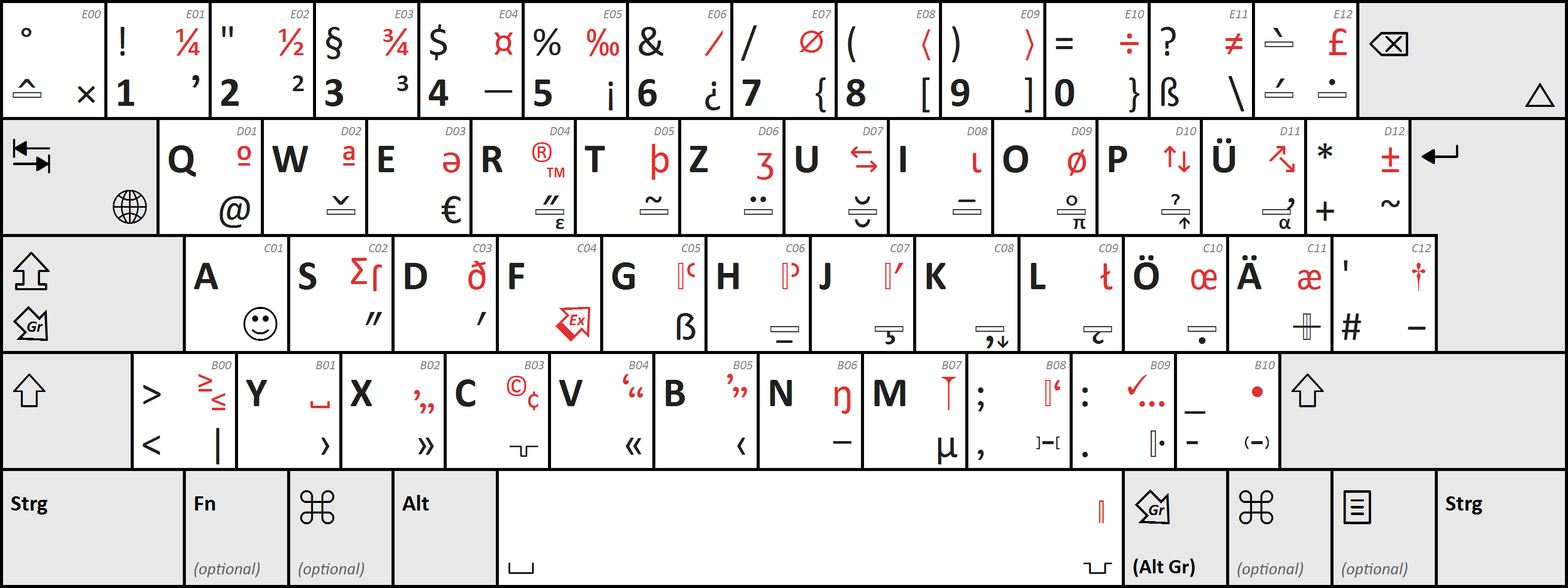
Deutsche Standard-Tastaturbelegung E1 mit kleinem und großem Eszett

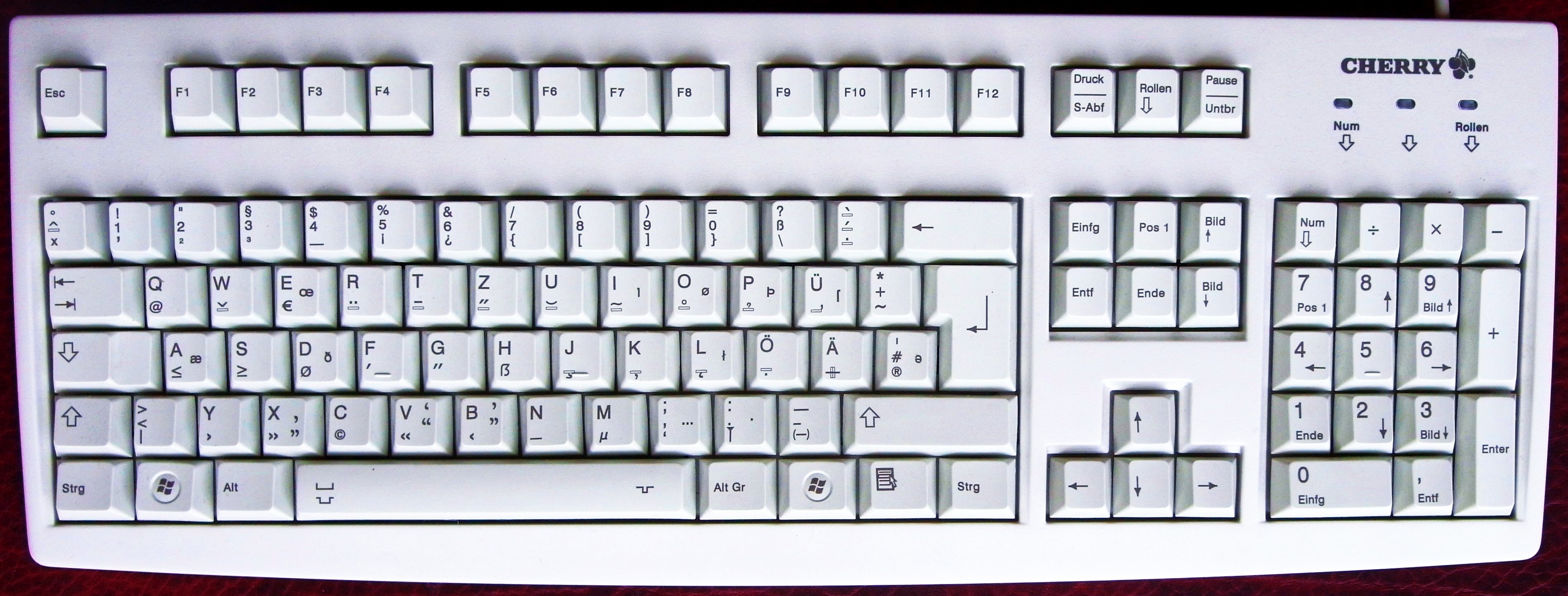
Standard-PC-Tastatur mit Tastaturbelegung T2

Mit der Tastaturbelegung E1 gemäß der deutschen Norm DIN 2137 wird das Zeichen mit Alt Gr+g eingegeben („G wie Großbuchstabe“). (Ähnlich wurde es in der 2012 genormten Vorgänger-Tastaturbelegung T2 mit Alt Gr+h eingegeben). Es ist zu beachten, dass dabei im Gegensatz zur Eingabe anderer Großbuchstaben die Umschalttaste ⇧ nicht gleichzeitig betätigt werden darf. Dies erklärt sich daraus, dass die Kombination ⇧+ß für das Fragezeichen belegt ist und dass eine Design-Anforderung für die T2-Belegung (und jetzt auch für die E1-Belegung) war, dass weder eine in der Vorgängernorm (d. h. in der jetzigen Belegung T1) festgelegte Zeichenbelegung geändert noch eine neue Taste hinzugefügt werden durfte und dass das große Eszett ohne Gruppenumschaltung eingebbar sein sollte. Somit musste eine mit Alt Gr einzugebende Position verwendet werden. Um Verwechslungen mit dem Kleinbuchstaben ß vorzubeugen, wurde bewusst eine von letzterem weit entfernte Position gewählt.

#### Alternative Layouts
Mit einer NEO-Tastatur oder verwandten Layouts ist es möglich, mit der Kombination ⇧+ß ein ẞ einzugeben.

## Ausgewählte Schriften mit großem Eszett
Eine Reihe historischer und zeitgenössischer Schriften enthält ein großes Eszett.
Bei neu entwickelten oder überarbeiteten Schriften wird es zunehmend berücksichtigt.

### Historische Schriften
| Schriftname                         | Erstguss | Entwerfer                  | Schriftgießerei                            |
| ----------------------------------- | -------- | -------------------------- | ------------------------------------------ |
| Schelter Antiqua Nr. 24             | 1905     | Hausschnitt                | Schelter & Giesecke, Leipzig               |
| Schelter Antiqua halbfett           | 1906     | Hausschnitt                | Schelter & Giesecke, Leipzig               |
| Schelter kursiv                     | 1906     | Hausschnitt                | Schelter & Giesecke, Leipzig               |
| Ehmcke Antiqua                      | 1909     | Fritz Helmuth Ehmcke       | Schriftgießerei Flinsch, Frankfurt am Main |
| Federgrotesk                        | 1909     | Jakob Erbar                | Ludwig & Mayer, Frankfurt am Main          |
| Roland Grotesk                      | 1909     | Hausschnitt                | Schelter & Giesecke, Leipzig               |
| Ehmcke Kursiv                       | 1910     | Fritz Helmuth Ehmcke       | Schriftgießerei Flinsch, Frankfurt am Main |
| Journal Antiqua                     | 1910     | Hermann Zehnpfundt         | Schriftgießerei Emil Gursch, Berlin        |
| Kleukens Antiqua                    | 1910     | Friedrich Wilhelm Kleukens | Bauersche Gießerei, Frankfurt am Main      |
| Grimm Antiqua                       | 1911     | Richard Grimm-Sachsenberg  | Julius Klinkhardt, Leipzig                 |
| Salzmann Antiqua Nr. 28             | 1912     | Max Salzmann               | Schelter & Giesecke, Leipzig               |
| Belwe Antiqua                       | 1913     | Georg Belwe                | Schelter & Giesecke, Leipzig               |
| Koralle breite halbfette            | 1913     | Hausschnitt                | Schelter & Giesecke, Leipzig               |
| Belwe Kursiv 29                     | 1914     | Georg Belwe                | Schelter & Giesecke, Leipzig               |
| Ehmcke Rustika                      | 1914     | Fritz Helmuth Ehmcke       | D. Stempel AG, Frankfurt am Main           |
| Gnom                                | 1914     | Albert Auspurg             | Schelter & Giesecke, Leipzig               |
| Gnom breite                         | 1914     | Albert Auspurg             | Schelter & Giesecke, Leipzig               |
| Kolibri Nr. 18318                   | 1914     | Albert Auspurg             | Schelter & Giesecke, Leipzig               |
| Koralle                             | 1915     | Hausschnitt                | Schelter & Giesecke, Leipzig               |
| Koralle zarte                       | 1919     | Hausschnitt                | Schelter & Giesecke, Leipzig               |
| Schneidler Latein                   | 1919     | F. H. Ernst Schneidler     | Schelter & Giesecke, Leipzig               |
| Schneidler Latein halbfette         | 1920     | F. H. Ernst Schneidler     | Schelter & Giesecke, Leipzig               |
| Schneidler Schrägschrift            | 1920     | F. H. Ernst Schneidler     | Schelter & Giesecke, Leipzig               |
| Tauperle                            | 1921     | Albert Auspurg             | Schelter & Giesecke, Leipzig               |
| Perkeo                              | 1921     | Albert Auspurg             | Schelter & Giesecke, Leipzig               |
| Koralle ganz breite zarte Nr. 18699 | 1923     | Hausschnitt                | Schelter & Giesecke, Leipzig               |
| Koralle Schrägschrift zart          | 1923     | Hausschnitt                | Schelter & Giesecke, Leipzig               |
| Koralle breite fette                | 1927     | Hausschnitt                | Schelter & Giesecke, Leipzig               |
| Koralle fette                       | 1927     | Hausschnitt                | Schelter & Giesecke, Leipzig               |
| Shakespeare Mediaeval               | 1927     | Georg Belwe                | Schelter & Giesecke, Leipzig               |
| Shakespeare Schrägschrift           | 1928     | Georg Belwe                | Schelter & Giesecke, Leipzig               |
| Parcival                            | 1930     | Herbert Thannhaeuser       | Schelter & Giesecke, Leipzig               |
| Shakespeare Mediaeval fette         | 1930     | Georg Belwe                | Schelter & Giesecke, Leipzig               |

### Computerschriften
- Windows 7: Arial, Courier New, Segoe UI, Tahoma, Times New Roman und Verdana
- Windows 10: Arial, Courier New, Segoe UI, Tahoma, Times New Roman und Verdana, zusätzlich Calibri, Cambria, Candara, Consolas, Constantia, Corbel und Aptos
- macOS: Baskerville, Geneva
- Freie Schriften: DejaVu-Paket, Bitstream Vera, Junicode, Gentium Plus, Charis SIL, Doulos SIL, Linux Libertine (inkl. Linux Biolinum), Montserrat, EB Garamond und Noto Fonts
- Andere: Alphabetum, Antinoou, Baskerville, Brill, Old Standard, Prillwitz, PT, Roboto

## Sonstiges

Logo der Gießener Zeitung

Die 2008 gegründete Gießener Zeitung enthält ein großes Eszett im Zeitungskopf.
Die Motivseite der deutschen 2-Euro-Münze Karl der Große aus dem Jahr 2023 enthält ein großes Eszett.